# Ummidia Cornificia Faustina
Ummidia Cornificia Faustina war die Nichte des römischen Kaisers Mark Aurel.
Ummidia Cornificia Faustina, deren Name nur inschriftlich überliefert ist, entstammte einer herausragenden senatorischen Familie. Ihr Urgroßvater Marcus Annius Verus wurde während der Regierungszeit Vespasians unter die Patrizier aufgenommen und im Laufe seiner außergewöhnlichen Karriere dreimal Konsul.
Ihre Mutter war die 122 oder 123 geborene Annia Cornificia Faustina, Schwester des Marcus Annius Catilius Severus, von 161 bis 180 als Mark Aurel römischer Kaiser. Ihr Vater war möglicherweise (Gaius) Ummidius Quadratus (Annianus Verus), Suffektkonsul im Jahr 146. Ihr Bruder ist mit dem Mitkonsul des Lucius Verus im Jahr 167 zu identifizieren, Marcus Ummidius Quadratus, dessen Name als Ummidius Quadratus in der Historia Augusta überliefert wird.
Nach dem Tod der Annia Cornificia Faustina in den 150er-Jahren – sie erlebte den Regierungsantritt ihres Bruders im Jahr 161 nicht mehr – gab Mark Aurel einen Teil des mütterlichen Erbes an Marcus Ummidius Quadratus, die ausgedehnten Ländereien bei den Ormeleis nahe Kibyra im phrygisch-pisidischen Grenzgebiet gingen offensichtlich an Ummidia Cornificia Faustina, deren Nachkommen noch im späteren 3. Jahrhundert darüber verfügten.
Ummidia Cornificia Faustina muss daher einen namentlich nicht bekannten Senator geheiratet haben. Aus dieser Verbindung stammte die aus den Inschriften von Ormeleis bekannte Tochter Annia Faustina. Diese heiratete den ordentlichen Konsul des Jahres 200 und Neffen des Mark Aurel, Tiberius Claudius Severus Proculus, und war wahrscheinlich Mutter der dritten Ehefrau des Kaisers Elagabal, Annia Aurelia Faustina. Nach der Chronologie der Inschriften von Ormeleis muss das Erbe der Ummidia Cornificia Faustina im Jahr 182 an ihre Tochter Annia Faustina übergegangen gewesen sein. Ihre Lebenszeit wird daher etwa die Jahre 140 bis 182 umfasst haben.